# Achal Prabhala
Achal Prabhala é um pesquisador, ativista e escritor indiano residente em Bangalore, Karnataka. Ele trabalha com direitos de propriedade intelectual em relação à medicina e ao conhecimento. Prabhala é membro do Conselho Consultativo da Fundação Wikimedia e também faz parte do conselho do Centre for Internet and Society
("Centro para Internet e Sociedade"), de Bangalore.

## Vida pessoal
Prabhala vive em Bangalore, Índia. Ele estudou economia e gestão das políticas públicas no Middlebury College e depois na Universidade Yale, onde contribuiu com articlos para o Yale Daily News, um jornal estudantil.

## Biografia

### Escritos e pesquisas
Achal Prabhala pesquisa a propriedade intelectual em relação aos medicamentos e ao conhecimento. Em 2005, ele foi coautor de um relatório sobre questões de direitos autorais e accesso à aprendizagem na África do Sul para o ICTSD e UNCTAD e entre 2004-05, supervisionou o projeto Access to learning materials in South Africa ("Acesso a materiais de aprendizagem na África do Sul"). Ele também participou de um workshop da Conferência das Nações Unidas sobre Comércio e Desenvolvimento, realizada em março de 2007 em Adis Abeba.
Em 2007, em um articlo opinativo no Times of India, Prabhala alegou que a comissão Mashelkar, um comité de revisão de patentes instituído pelo governo indiano, havia copiado literalmente parte da apresentação feita por Shamnad Basheer, cuja pesquisa foi apoiada por um consórcio de empresas multinacionais. O relatório foi posteriormente descartado pela comissão.
Ele é o autor do ensaio "Yeoville confidential", publicado em Johannesburg: Elusive Metropolis e um dos editores de Access to knowledge in Africa("Acesso ao conhecimento na África").

### A participação de Prabhala no movimento wikipedista
Além das suas atividades como escritor e pesquisador, Prabhala é conhecido dentro do movimento wikipedista por ser integrante, desde 2005, do Conselho de Administração da Wikimedia Foundation. Juntamente com Priya Sen e Zen Marie, Prabhala fez recentemente o filme "People are Knowledge". A película, que foi financiada em grande parte por uma doação de US$ 20.000,00 da Fundação Wikimedia, foi realizada como parte de um projeto de pesquisa que buscava usar métodos alternativos de citação de fontes na Wikipédia.

## Obras
- Access to knowledge in Africa (2010) com C. Armstrong, J. De Beer, D. Kawooya and T. Schonwetter.
- The best of Quest (2011) com Laeeq Futehally and Arshia Sattar.
- Civil Lines 6 (2011) com Mukul Kesavan and Kai Friese.